# 大肚城
大肚城，是台灣南投縣埔里鎮的一個傳統地域名稱，位於該鎮中部。相較於今日行政區，其範圍大致包括北梅里西北部、籃城里東大半部、西門里北端及西部邊界地帶中北段、大城里不含東南端及西北部邊界地帶。

## 歷史
台灣清治末期至日治初期，大肚城地區為一街庄，稱為「大肚城庄」，隸屬於埔里社堡。該庄北北東隔眉溪與牛眠山庄為界，東南東與大湳庄、埔里社街為鄰，南南西邊為生蕃空庄、牛相觸庄，西北西邊為烏牛欄庄、房里庄。
1901年（日治明治三十四年）11月，全台廢縣廳改設二十廳，該庄隸屬於南投廳。1903年（明治三十六年）6月，該庄編入「埔里社區」，隸屬於南投廳。1909年（明治四十二年）10月，合併二十廳為十二廳，埔里社區仍隸屬於南投廳。1920年（大正九年），全台地方制度大改正，廢十二廳改設五州二廳，該庄改制為「大肚城」大字，隸屬於臺中州能高郡埔里街。
戰後埔里街改制為埔里鎮，隸屬於臺中縣，大字亦改制為里。1950年10月，中、彰、投分治，埔里鎮改隸屬南投縣。

## 聚落
本地區發展較早的聚落有林仔城（籃城）、大肚城、恒吉城等，在日治期初期的官方地圖上已有記載。此外，本地區尚有水裡城聚落。

## 交通
國道6號又稱「水沙連高速公路」，是霧峰至埔里的橫貫高速公路，大致先以西南西—東北東走向經過本地區西北角，再以西北微北—東南微南走向經過本地區東北角。最近的交流道是北側的埔里交流道，僅供東出西入，設有連絡道與省道台21線相接；西側的愛蘭交流道則設有連絡道與省道台14線相接。由此等向西可前往北山坑、國姓、草屯、萬斗六的舊正、丁臺南部並止於國道3號霧峰系統交流道。
省道台14線（中山路三段、信義路）是彰化中庄子至南投廬山的幹道，大致以南南西—北北東走向由本地區西南半葉的南部邊界西側與省道台21線共線入境後，沿本地區西部邊界地帶而行，其後轉東南東直行，至信義路路口轉東北東以至於本地區西南半葉的東部邊界與省道台21線共線出境。由該道路向南南西轉西獨行後可前往國姓市區西南郊、草屯、芬園、彰化中庄子並止於省道台1線路口；向東北東轉東獨行並繞過埔里市區北側後可前往仁愛（霧社）、廬山等地。
省道台21線（西安路一段、信義路、中山路三段）是台中市東勢區天冷至南投縣信義鄉塔塔加的幹道，大致先以北北東—南南西走向經過本地區東北半葉的東部邊界外不遠處，再以東北東—西南西走向由本地區西南半葉的東部邊界與省道台14線共線入境，至中山路三段路口轉西北西，至本地區西南半葉的西部邊界地帶轉南南西沿邊界地帶而行以至於本地區西南半葉的南部邊界西側出境。由該道路向北北東過眉溪牛眠橋、國道6號埔里交流道連絡道路口後轉西北可前往國姓東北部、新社東南部、東勢南端並止於省道台8線路口；向南南西經省道台14線路口後轉南南東獨行再轉南南西可前往魚池、水里東南部、信義、和社、塔塔加等地。
鄉道投73-2線（鐵山路）是水尾至愛蘭的道路，其東南側端點位於本地區西南半葉西部邊界中央的省道台14線、台21線共線轉角路口。由此向西北西出境後轉西北可前往烏牛欄、房里西部、水尾南部偏西並止於鄉道投73線路口。
鄉道投75線（中正路）是四角城（實際起點在史港坑與小埔社之間）至城裡的道路，其南側端點位於本地區西南半葉東部邊界外緣的省道台14線、台21線共線路口。由此向北北西入境後沿邊界行一段路，其後完全入境直行，經國道6號高架橋下後於本地區東北半葉西部邊界北側出境，經房里一東北端並跨越眉溪中正一號橋可前往牛眠山西端、史港坑、小埔社東南端並止於省道台21線路口。
鄉道投77線（育溪路、南環路）是壽全橋至愛蘭橋的道路，其西北側端點位於本地區西南半葉西南端附近的南港溪愛蘭橋東北側省道台14線、台21線共線路口。由此向東南東轉東南微南出境後，可前往生蕃空東北部、水頭西部並止於南港溪壽全橋東側的鄉道投72線路口。

## 學校
- 大成國中

## 產業
- 埔里酒廠（西半部）